# Au pays du soleil (film, 1952)
Pour les articles homonymes, voir Au pays du soleil (homonymie).
Pour plus de détails, voir Fiche technique et Distribution.
Au pays du soleil est un film musical français réalisé par Maurice de Canonge et sorti en 1952. Il s'agit de la seconde adaptation filmée de l'opérette marseillaise Au pays du soleil, créée à Paris en 1932. 

## Synopsis
Une bande de Marseillais, paresseux et heureux de vivre, sont impliqués dans des trafics. Titin, mis pour un moment en prison, est finalement libéré et peut épouser Miette.

## Fiche technique
- Titre : Au pays du soleil
- Réalisation : Maurice de Canonge
- Scénario : Maurice de Canonge, d'après l'opérette d'Henri Alibert et René Sarvil
- Dialogues : André Tabet
- Photographie : André Germain
- Son : André Louis
- Montage : Isabelle Elman
- Musique : Vincent Scotto[1]
- Production : Fritz Bukofzer
- Société de production : Les Films Tellus
- Pays de production :  France
- Langue : français
- Format : Noir et blanc - 35 mm - 1,37:1 - Son mono
- Genre : Film musical
- Durée : 96 min
- Date de sortie : 
  - France : 21 mars 1952
- Affiche : Duccio Marvasi (France)

## Distribution
- Tino Rossi : Titin Olivieri
- Véra Norman : Miette Rizoul
- Antonin Berval : l'inquiet
- Édouard Delmont : Rizoul
- Frédéric Duvallès : M. Bouffetranche
- Charles Lemontier : le juge d'instruction
- Milly Mathis : Mme Fougasse
- Jacqueline Pierreux : Mado
- Jacques Josselin
- Georges Tabet : Francis